# Maximilian von Thun-Hohenstein
Don Maximilian Graf von Thun-Hohenstein (* 19. August 1638; † 7. August 1701 in Prag) war kaiserlicher Geheimer Rat und Ahnherr der böhmischen Linie der Familie Thun-Hohenstein.

## Herkunft
Seine Eltern waren der Graf Johann Sigmund von Thun-Hohenstein (* 20. September 1594; † 29. Juni 1646) und dessen dritte Ehefrau Gräfin Margareta Anna von Oettingen-Baldern († 19. Juni 1684). Er hatte mehrere Brüder in bedeutenden Stellungen: Johann Ernst (1643–1709) wurde 1687 Salzburger Erzbischof, Franz Sigismund (1639–1702) war kaiserlicher Feldmarschall und sein Halbbruder Guidobald (1616–1668) war 1654 bis 1668 Fürsterzbischof von Salzburg.

## Leben
Er war ein Vertrauter des Kaisers Leopold I. Dieser schickte ihn seiner Zeit mit der Gesandtschaft an seine Braut Margarita Theresia, Tochter König Philipps IV. von Spanien. Als die Braut nach Österreich reiste, befand er sich im Gefolge was ihr in Roveredo entgegenkam. Anschließend wurde er Hofmarschall seines Bruders des Erzbischofs, als solcher empfing er am 10. Dezember 1687 den Herzog von Lothringen an der salzburgischen Landesgrenze.
Am 10. Januar 1693 erhob ihn der Kaiser zum Geheimen Rat und bat persönlich am 14. November 1694 den spanischen König Karl II. Thun-Hohenstein den Orden vom Goldenen Vließ zu verleihen. Thun-Hohenstein erhielt den Orden (Nr. 583) im Jahr 1696 und dazu den Titel eines Don. Der Graf errichtete im Jahr 1671 das zweite böhmische Majorat, welches die Fideicommissdomäne Tetschen an der Elbe mit den Gütern Eulau, Bünauburg umfasste.
Eine Erhebung in den Fürstenstand lehnte der Graf angeblich mit den Worten ab: „Ich bin lieber ein reicher Reichsgraf als ein armer Reichsfürst“.

## Familie
Der Graf war dreimal verheiratet. Er hatte insgesamt 13 Kinder, von denen viele jung starben.
Er heiratete die Gräfin Maria Franziska Emerentia von Lodron († 12. Mai 1679). Das Paar hatte mehrere Kinder:
- Maria Anna Leopoldine, (* 26. November 1664; † 12. Oktober 1733) ⚭ 1693 Graf Anton III. von Montfort (* 26. November 1670; † 12. Dezember 1733)
- Johann Maximilian Andreas (* 1. Dezember 1673; † 25. März 1701) ⚭ 1697 Gräfin Maria Theresia von Sternberg[1]

Nach dem Tod seiner ersten Frau heiratete er am 11. August 1680 die Gräfin Maria Maximiliane (Magdalena) von Liechtenstein (* 14. August 1659; † 17. Juli 1687), Schwester von Fürst Anton Florian von Liechtenstein. Das Paar hatte mehrere Kinder:
- Maria Magdalena Antonia (* 8. April 1684; † 1744), Nonne in Salzburg
- Johann Franz Joseph (* 16. Juni 1686; † 30. Juni 1720) ⚭ 1708 Gräfin Maria Philippine von Harrach zu Rohrau (* 9. Januar 1693; † 2. April 1763)

Nach dem Tod seiner zweiten Frau heiratete er die Gräfin Maria Adelheid von Preysing, Tochter von Johann Maximilian von Preising († 1668). Das Paar hatte mehrere Kinder:
- Johann Ernst Joseph Cajetan (* 11. Januar 1694; † 20. März 1717) ⚭ Prinzessin Maria Anna Josepha Antonie von Liechtenstein (* 11. September 1699; † 20. Januar 1753)[3]
- Elisabeth Ernestine (* 15. Dezember 1699)